# 1721
1721 (MDCCXXI) fue un año común comenzado en miércoles según el calendario gregoriano.

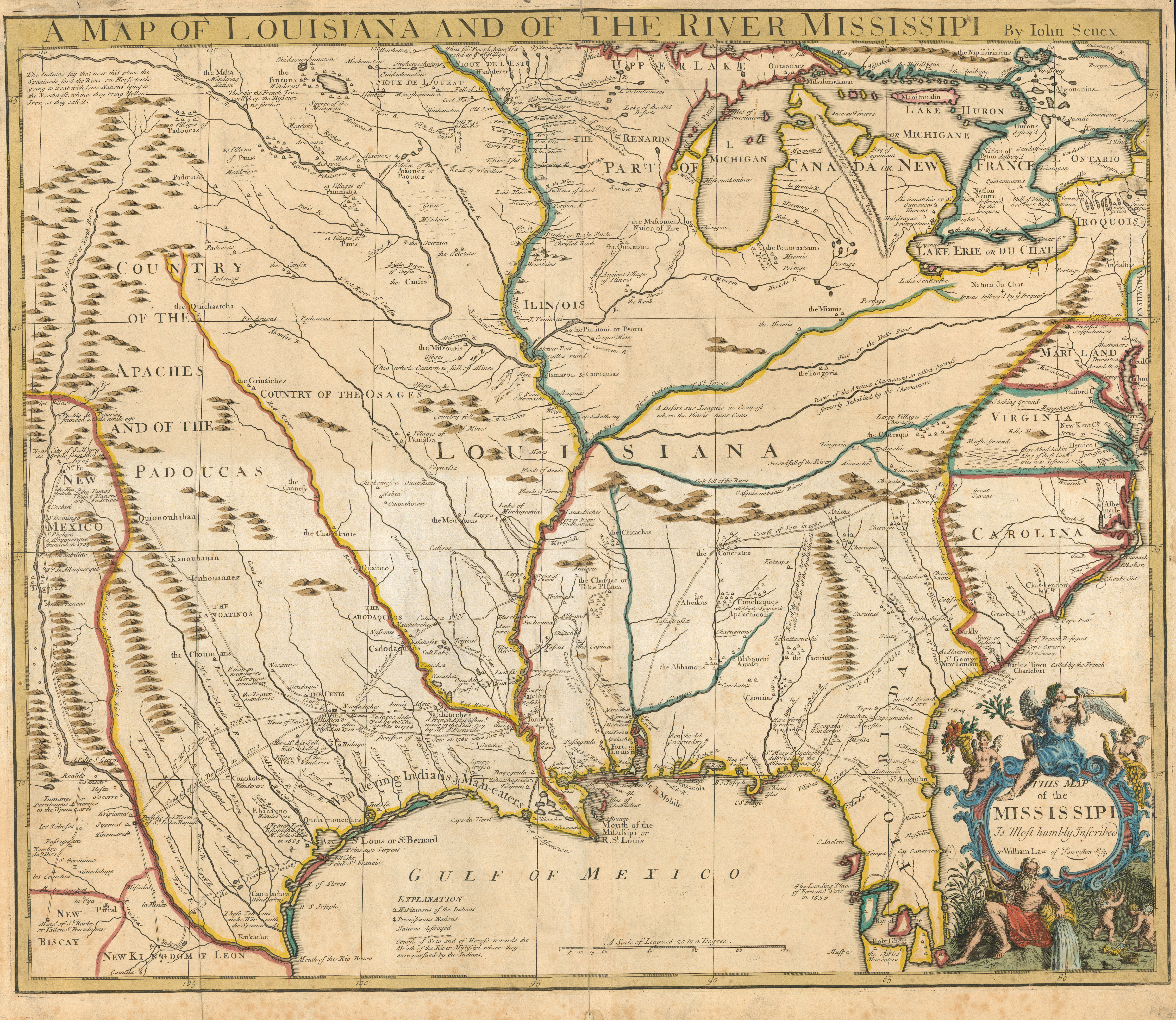
Mapa de Luisiana en 1721

## Acontecimientos
- 27 de marzo: España, Francia y el Reino de Gran Bretaña firman el Tratado de Madrid.
- 1 de abril: en la ciudad de Segovia (España) comienza la construcción del Palacio de La Granja y las obras de replanteo y trazado de sus jardines.
- 3 de abril: en Londres (Reino de Gran Bretaña) Robert Walpole se convierte en primer ministro de esa nación .
- 26 de abril: en la ciudad iraní de Tabriz se registra un fuerte terremoto de 7,7 que deja un saldo de más de 80 000 muertos.
- 3 de mayo: desde el puerto de Bergen (Noruega) zarpa Hans Egede, un misionero luterano noruego para una misión evangelizadora. Será conocido como «apóstol de Groenlandia»,
- 18 de mayo: en Roma, un cónclave de cardenales elige como nuevo papa al cardenal Michelángelo Conti, quien adoptará el nombre de Inocencio XIII (1655‑1724).
- 18 de agosto: en el declinante Imperio safávida, 123 km al oeste de Bakú, 15 000 rebeldes lezguinos sunitas atacan y saquean la ciudad de Shamaji, capital de la región de Shirván (en la actual Azerbaiyán). Masacran a los civiles chiitas y a los comerciantes rusos. Esto disparará la guerra ruso-persa (1722-1723), lo que llevó al cese del comercio entre Irán y Rusia, y la designación de Astracán como el nuevo término en la ruta comercial del Volga.
- 10 de septiembre: el Tratado de Nystad pone fin a la Gran guerra del norte.
- 2 de noviembre: en San Petersburgo, Pedro I adopta el título de «emperador y autócrata de todas las Rusias» en lugar del tradicional de «zar».
- En Alemania, Johann Sebastian Bach compone los Conciertos de Brandeburgo.
- 21 de diciembre: en la Nueva Granada (actual Venezuela) se funda la Real y Pontificia Universidad de Caracas (futura Universidad Central de Venezuela).

## Nacimientos
- 3 de febrero: Federico Guillermo von Seydlitz, militar alemán (f. 1773).
- 30 de agosto: Francisco Javier Lozano, poeta español (f. 1801).
- 6 de diciembre: James Elphinston, educador, fonólogo y lingüista escocés (f. 1809).
- 6 de diciembre: Guillaume de Lamoignon, político francés (f. 1794).
- 29 de diciembre: Jeanne Antoinette Poisson, marquesa de Pompadour, amante de Luis XV de Francia (f. 1764).

## Fallecimientos
- 3 de enero: Juan Núñez de la Peña, estudioso e historiador español (n. 1641).
- 19 de marzo: Clemente XI (Giovanni Albani), papa italiano (n. 1649).
- 29 de marzo: Charles Vane, pirata inglés (n. 1680).
- 28 de abril: Mary Read, pirata inglesa (n. 1697).
- 31 de marzo: Johann Christoph Bach, organista y compositor alemán (n. 1671), hijo de Johann Sebastian Bach.
- 1 de julio: Elihu Yale, empresario y político británico (n. 1649), integrante de la empresa British East India Company, y segundo gobernador de la colonia de Madrás en el año 1684.
- 18 de julio: Antoine Watteau, pintor francés (n. 1684).